# Bombine
La bombine, aussi appelée bombina, est une spécialité culinaire de l'Ardèche, mais aussi du Gard cévenol tout proche. Il existe presque autant de recettes que de villages. Dans certains, la bombine est composée de pommes de terre coupées en petits cubes, mijotées à la cocotte, accompagnées de carottes, d'oignons, d'olives noires, de morceaux de lard (ou d'agneau, ou de pied de veau…), le tout parfumé à la feuille de laurier. 
C'est à l'origine le plat du pauvre.

## Histoire
La bombine était au menu de toutes les maisons d’Ardèche, surtout l’hiver. Suivant les vallées, on la nommait encore flèque ou l'estoufaïre (car cuite aussi à l'étouffée selon certaines recettes). La vraie recette de la bombine est une légende, car il y a autant de manières de la préparer ou de l’agrémenter que de foyers où elle est mangée. Ce mets était traditionnellement cuit dans la cheminée. Ce n'est que dans les années 1900 qu'il en est sorti pour aller trôner sur la cuisinière à bois. Il restait des heures à mijoter sur le fourneau. Sans viande, ce mets était appelé le « plat du pauvre » et pouvait se manger le vendredi, jour maigre,.

## Préparation
Lors de la fête de la bombine, à Saint-Andéol-de-Berg, il est proposé une bombine composée de pommes de terre coupées en gros dés et de carottes en rondelles auxquelles s'ajoutent de la poitrine salée en petits lardons, des oignons émincés, le tout étant mis à rissoler dans une cocotte. Puis, il est disposé une couche de pommes de terre, de viande de bœuf, un pied de porc, les carottes ainsi que le restant d'oignons et lardons. Viennent ensuite thym, laurier, sel et poivre. Le bouillon qui recouvre le tout est composé de vin et d'eau. Ce mets se cuit au four pendant plus de trois heures.
La bombine des Sagnes est faite à base de dés de porc rissolés, auxquels sont ajoutés des pommes de terre en tranche et de l'ail haché. Le tout est recouvert d'eau chaude à hauteur des pommes de terre, puis salé et poivré et aromatisé aux herbes de Provence. Ce mets peut, et doit, mitonner longtemps au coin du feu.